# 青春グローリー
「青春グローリー」（せいしゅんグローリー）は、SCRIPTの通算6枚目のシングル。2005年2月2日にインターチャネルよりリリース。

## 解説
前作「STRANGER」より約2年9ヵ月ぶりのリリース。それまでのシングルはキティMMEよりリリースしていたが、本作はインターチャネルよりリリースされた。
「青春グローリー」は劇場版「テニスの王子様 二人のサムライ The First Game」主題歌に起用された。

## 収録曲
1. 青春グローリー
  - 作詞・作曲：佐々木收
  - 劇場版「テニスの王子様 二人のサムライ The First Game」主題歌
2. 君だけのストーリー
  - 作詞・作曲：渡邊崇尉
3. 青春グローリー (original karaoke)
4. 君だけのストーリー (original karaoke)